# Senešci
Senešci so naselje v Občini Ormož.